# Juan Caruso
Juan Ignacio Caruso (Moreno, Buenos Aires; 2 de abril de 1999) conocido artísticamente como «Juanicar» es un actor, cantante y streamer argentino. Se dio a conocer internacionalmente por interpretar a Álvaro Mangino en la película La sociedad de la nieve dirigida por Juan Antonio Bayona (2023).

## Carrera
En 2018, Juan participó en el programa de telerrealidad argentino Talento Fox, donde quedó eliminado en la etapa de los duetos. A partir de entonces, comenzó a subir videos cantando covers de diferentes canciones en las plataformas de TikTok y YouTube. En 2019, realizó su debut como actor en un cortometraje independiente titulado El poder dirigido por Naomi Alderman. Su siguiente papel fue en la serie musical infantil-juvenil Melody, la chica del metro (2023) de Prime Video, en la cual asumió el rol de Benjamín, el interés amoroso de la protagonista.
Luego de un proceso de casting, Juan quedó seleccionado para formar parte del elenco de la película La sociedad de la nieve (2023) dirigida por Juan Antonio Bayona, que fue grabada en 2022 y estuvo basada en el Accidente del vuelo 571 de la Fuerza Aérea Uruguaya. La cinta se estrenó el 9 de septiembre de 2023 y en ella interpretó a Álvaro Mangino, a quien conoció personalmente para componer al personaje que iba interpretar.
El 14 de marzo de 2024, Caruso lanzó al mercado musical su primer sencillo titulado «PORÁI» bajo el seudónimo de Juanicar, marcando así su debut en la música.

## Filmografía

### Cine
| Año  | Título                  | Papel            | Notas        |
| ---- | ----------------------- | ---------------- | ------------ |
| 2019 | El poder                | Novio            | Cortometraje |
| 2023 | La sociedad de la nieve | Álvaro Mangino   |              |
| 2024 | Nahir                   | Chico del auto 2 |              |

### Televisión
| Año  | Título                     | Papel                 | Notas                          |
| ---- | -------------------------- | --------------------- | ------------------------------ |
| 2018 | Talento Fox                | Participante          | Eliminado en la fase de duetos |
| 2023 | Melody, la chica del metro | Benjamín              |                                |
| 2024 | Cromañón                   | Sobreviviente (Extra) | Episodio 7                     |

## Premios y nominaciones
| Año  | Organización               | Categoría      | Trabajo                 | Resultado | Ref(s) |
| ---- | -------------------------- | -------------- | ----------------------- | --------- | ------ |
| 2024 | Kids' Choice Awards México | Actor favorito | La sociedad de la nieve | Nominado  | [ 10 ] |